# Arsinoé IV
Pour les articles homonymes, voir Arsinoé.
Arsinoé IV (en grec : Ἀρσινόη), née en 68 ou 67 (?), morte en 41 avant J.-C, plus jeune fille de Ptolémée XII Néos Dionysos, est la sœur (ou demi-sœur) cadette de Bérénice IV, Ptolémée XIII, Cléopâtre VII et Ptolémée XIV de la dynastie lagide.

## Biographie
Arsinoé IV est la plus jeune fille de Ptolémée XII Aulète (ou Néos Dionysos), pharaon de la dynastie lagide. L'historiographie traditionnelle la présente comme née en 68 avant notre ère, peut-être en juillet, voire en 67. À la mort de son père, en mars 51 avant notre ère, son demi-frère, Ptolémée XIII Dionysos, et sa demi-sœur, Cléopâtre VII Théa Philopator, sont corégents du pays ; Cléopâtre est alors mariée à son jeune frère. Dans des conditions obscures, la tension entre les deux monarques grandit tout au long de l'année 49 avant notre ère. Sous l'influence de ses conseillers Achillas et Pothin, Ptolémée XIII chasse Cléopâtre VII qui fuit en Syrie en automne 49 avant notre ère. Elle est alors remplacée par la jeune Arsinoé IV dans la corégence de l'Égypte.

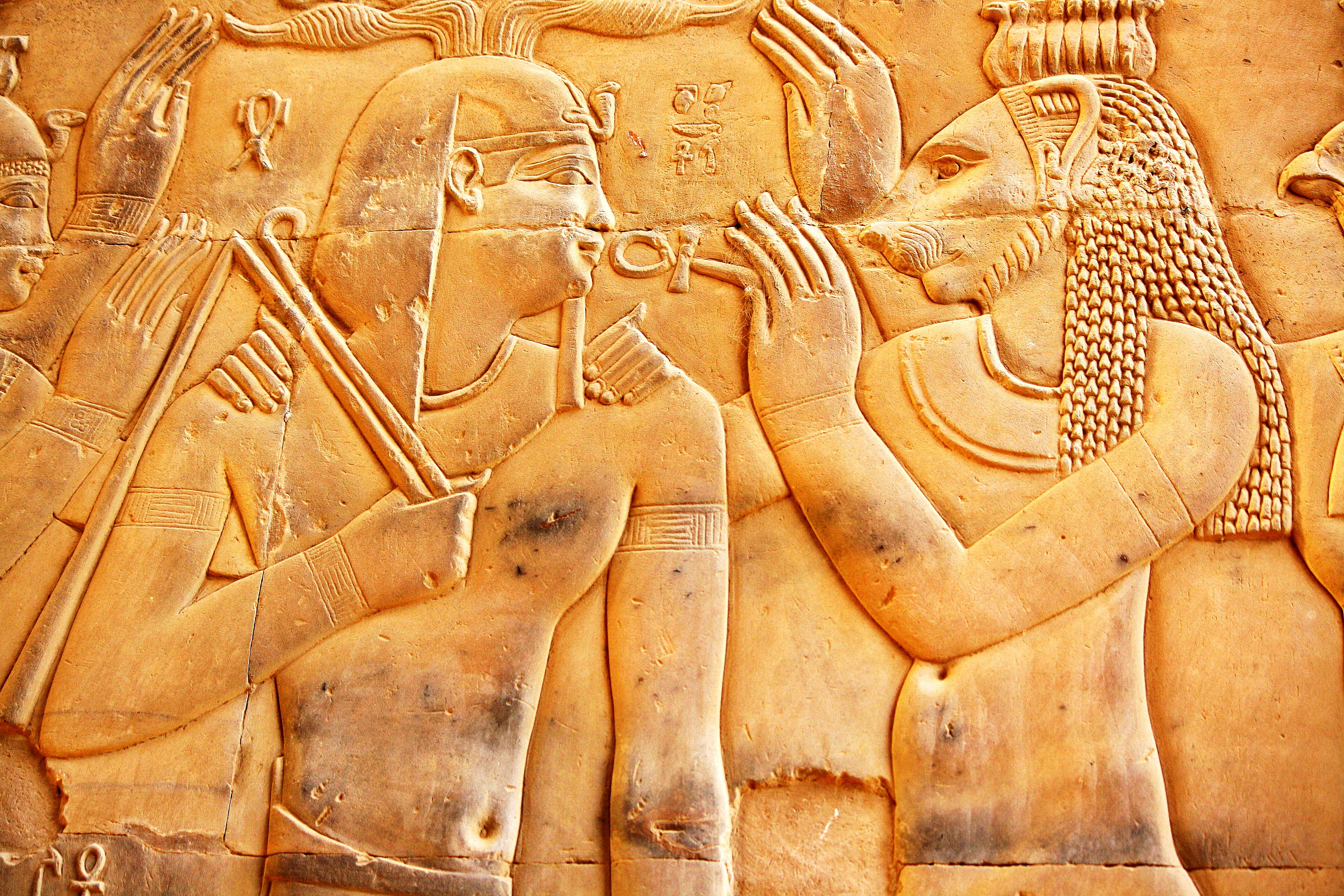
, père d'Arsinoé IV, accompagné d'une déesse à tête de lionne, bas-relief du temple de Kôm Ombo, époque lagide.

En débarquant à Alexandrie début octobre 48 avant notre ère, Jules César entre en contact avec une Cléopâtre qui, à la tête d'une armée, cherche à reprendre en main la situation. Il essaie tout d'abord de réunir à nouveau Ptolémée XIII et Cléopâtre VII dans les conditions initiales du testament de leur père. En échange, Arsinoé IV et le dernier frère (ou demi-frère), Ptolémée XIV Philopator II , seraient reine et roi de Chypre. Mais, écoutant des conseillers que César méprise depuis qu'ils ont permis l'exécution de son rival Pompée, Ptolémée XIII prend les armes. Dans un premier temps, son armée commandée par Achillas met en difficulté les Romains, qui n'ont alors que des effectifs réduits (fin 48). Au cours d'un engagement sur l'île de Pharos, Jules César ne doit son salut qu'à la fuite, en se jetant dans la Méditerranée et en nageant pour échapper aux soldats égyptiens.
Arsinoé IV, otage des Romains, parvient à s'échapper avec l'aide de l'eunuque Ganymède. Elle rejoint l'armée égyptienne. À la suite d'un conflit, elle fait exécuter Achillas et nomme Ganymède au commandement de l'armée. Ayant reçu des renforts venus de Syrie, les forces romaines parviennent finalement à écraser les Égyptiens. Le 13 janvier 47 av. J.-C., Arsinoé IV est capturée par César. Le même jour (ou le 14 janvier), Ptolémée XIII qui essayait de s’échapper en bateau se noie dans le Nil. Quant à Cléopâtre VII, mariée et associée à son autre frère Ptolémée XIV, elle retrouve sa prépondérance sur l'Égypte.

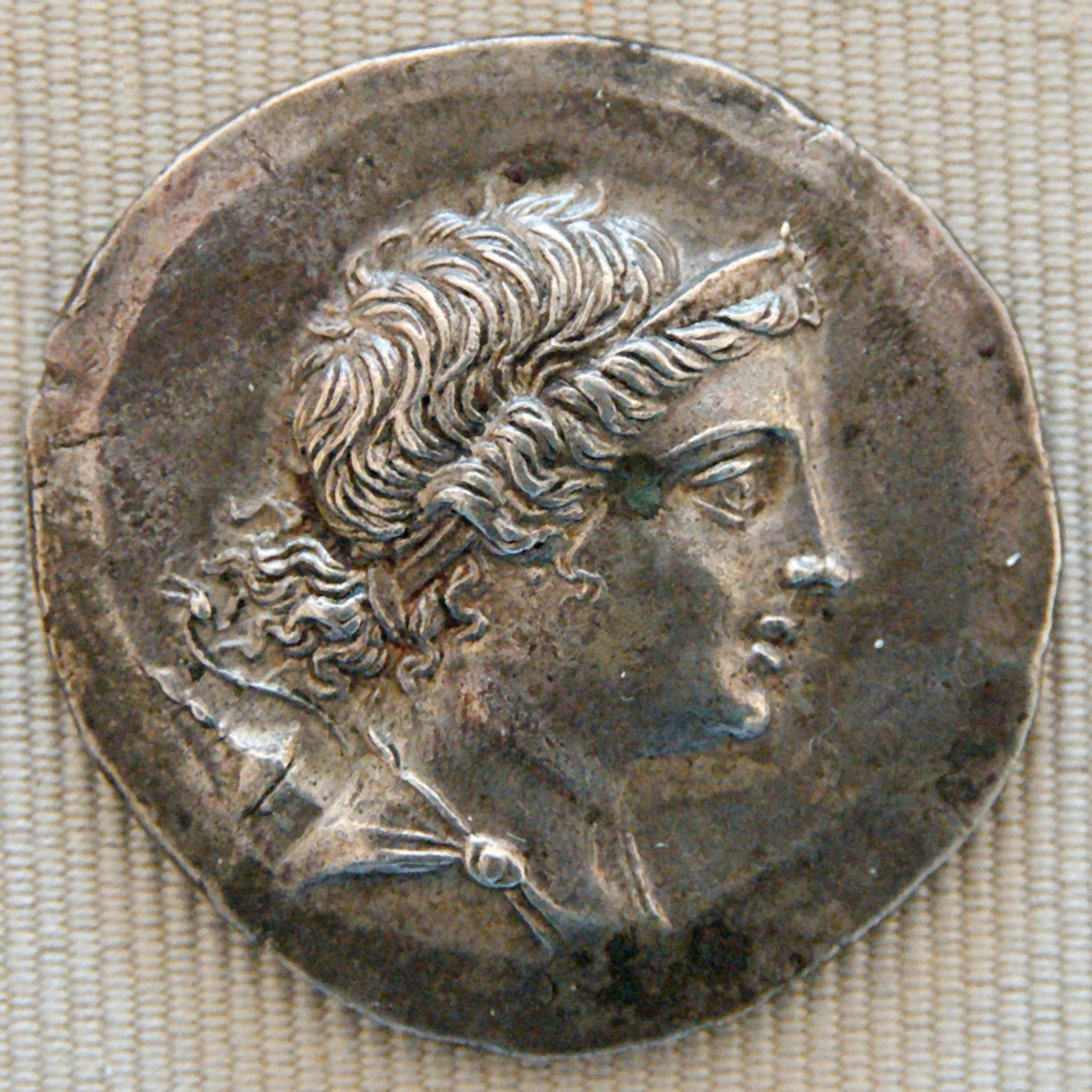
La déesse Artémis, monnaie de Magnésie du Méandre, Asie (province romaine), 155--145

Menée captive à Rome, Arsinoé IV y figure en ennemie vaincue lors du triomphe de César (en 46 av. J.-C.). Toutefois, les Romains ont pitié d'elle, peut-être du fait de son jeune âge. En dépit des traditions habituelles qui voulaient que les prisonniers des triomphes soient étranglés quand les festivités prenaient fin, César épargne la jeune fille. Il l'exile à Éphèse, en Asie mineure, où il lui accorde résidence dans le sanctuaire du temple d'Artémis. Arsinoé IV abdique de la corégence. Elle vit quelques années protégée à l'Artémision, tout en gardant un œil vigilant sur les actes de sa sœur Cléopâtre. En 44 av. J.-C., César est assassiné à Rome et la reine d'Égypte se retrouve seule. La même année, celle-ci fait d'ailleurs probablement empoisonner son frère Ptolémée XIV. Considérant toujours Arsinoé comme une menace pour son pouvoir, Cléopâtre persuade finalement Marc Antoine d'ordonner sa mise à mort en 41. La violation du sanctuaire de l'Artémision scandalise alors profondément le monde romain.

## Sépulture
La tombe présumée d'Arsinoé IV à Éphèse est appelée l' « Octogone ». Ce monument funéraire datant des années 200 à 20 av. J.-C. est situé au centre de la cité, face au temple d'Hadrien (construit postérieurement en 145). La chambre octogonale, posée sur une base rectangulaire, était entourée d'une rangée de colonnes corinthiennes et couverte d'un toit pyramidal. Cet étagement, empilant formes rectangulaire, octogonale et circulaire, rappelle d'ailleurs celui du phare d'Alexandrie.
Lors des fouilles de 1929, on y a retrouvé le squelette d'une jeune fille âgée de 14 à 17 ans. Aucune inscription ni objet faisant référence à Arsinoé IV n'a été retrouvé dans la tombe.
Dans le cadre de la reprise en 1994 des fouilles d'Éphèse par l'institut archéologique d'Autriche, une équipe d'archéologues dirigée par Hilke Thür a, à partir de 2007, reconsidéré l'analyse de la tombe et du squelette. Une partie de ces analyses furent faites à partir des archives des fouilles des années 1920, une partie du matériel, dont le crâne du squelette, ayant disparu durant la Seconde Guerre mondiale. Les chercheurs ont présenté une reconstitution du crâne et ont proposé une possible représentation de son visage en se basant sur des archives historiques et des photographies datant de 1930. Selon l'équipe d'Hilke Thür, ces analyses confirmeraient l'appartenance de ces restes à Arsinoé. En effet, il s'agit bien des restes d'une femme de rang aristocratique qui avait dans les 14/17 ans à son décès ; cet âge approximatif d'Arsinoé IV lors de son assassinat entrerait alors en contradiction avec sa date de naissance habituellement retenue, mais non assurée.

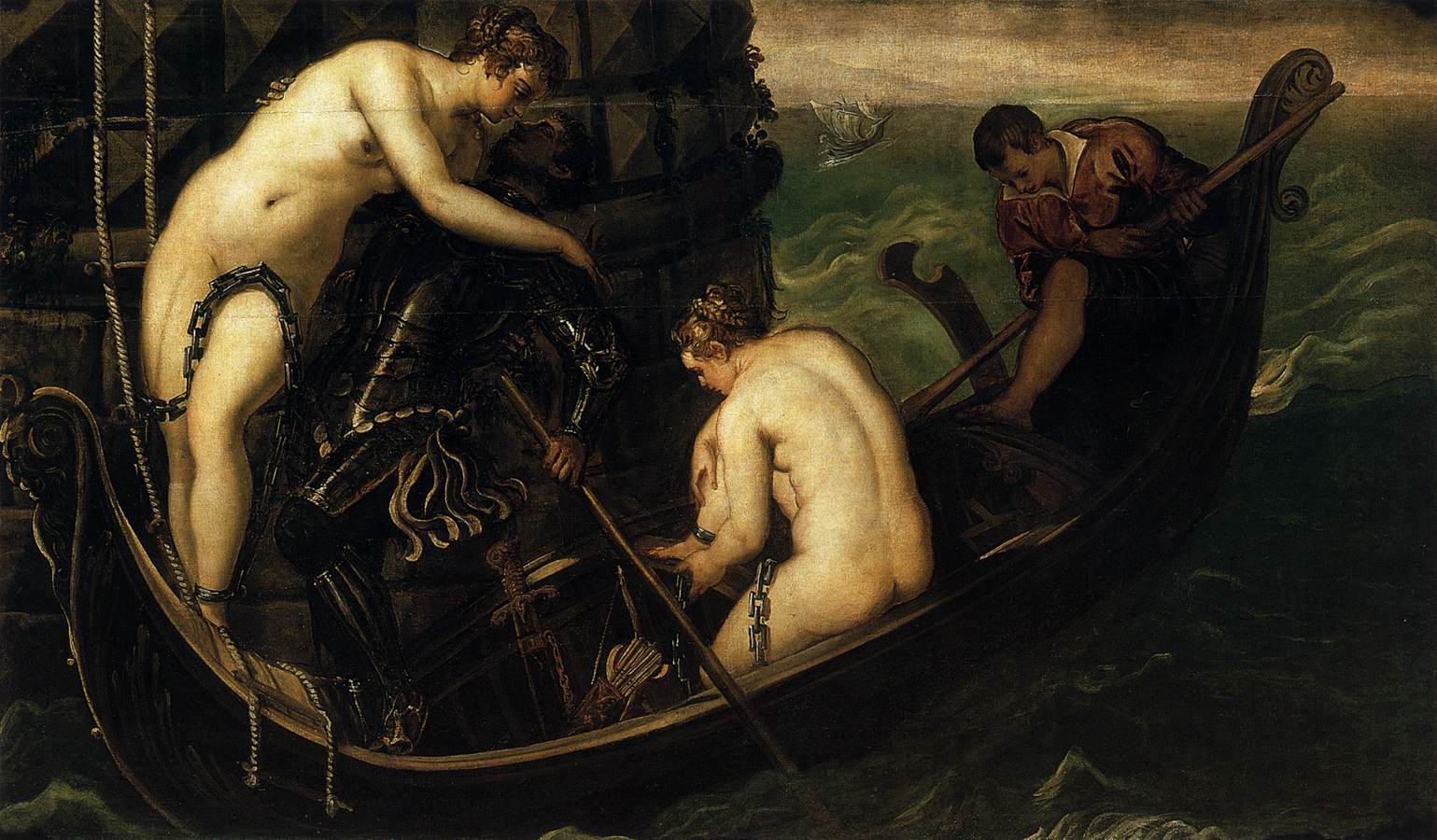
La Délivrance d'Arsinoé, toile du Tintoret, Venise, v. 1556.

Selon un documentaire de la BBC, les études de l'anthropologue Fabian Kanz montreraient qu'Arsinoé IV avait aussi des origines africaines et non uniquement macédoniennes comme cela avait toujours été mis en avant.
Ces résultats ne se basent sur aucun test ADN : les os ont été traités trop de fois pour une identification positive par l'ADN, ce que Thür reconnaît. L'archéologue a déclaré que le test d'ADN « n'a pas apporté les résultats que nous espérions trouver ». Très médiatisés, ces résultats sont toutefois loin d'être scientifiquement reconnus, selon l'historienne spécialiste de l'Antiquité et professeur à Cambridge Mary Beard.
Le crâne a finalement été retrouvé à Vienne, permettant de nouvelles recherches. En 2025, l'université de Vienne publie les résultats d'une nouvelle étude génétique et anthropologique portant sur les restes de l'occupant de la tombe d'Éphèse : l'étude conclut qu'il s'agit d'un jeune garçon de 11 à 14 ans, ayant des origines italiennes ou sardes, et souffrant d'une maladie génétique. Il ne s'agit donc pas d'Arsinoé, dont le lieu de sépulture demeure inconnu,.

## Dans l'art
La fuite d'Arsinoé en 48 av. J.-C. est le sujet d'un tableau du peintre vénitien Le Tintoret, La Délivrance d'Arsinoé, peint en 1555-1556, conservé à la Gemäldegalerie Alte Meister de Dresde.